# MOSE
Il MOSE (acronimo di MOdulo Sperimentale Elettromeccanico) è un sistema di dighe mobili finalizzato alla difesa della città di Venezia e della sua laguna dal fenomeno dell'acqua alta, in concomitanza di eventi meteo-marini avversi nell'Alto Adriatico. Il MOSE è formato da quattro barriere collocate alle bocche di porto della laguna di Venezia composte complessivamente da settantotto paratoie mobili tra loro indipendenti, incernierate al fondale su un lato e movimentate grazie alla variazione della propria galleggiabilità attraverso l'immissione e l'espulsione di acqua e aria.
Avviato il 14 maggio 2003, il MOSE rientra in un progetto più ampio che prevede il rinforzo dei litorali, il rialzo di rive e pavimentazioni e più in generale la riqualificazione della laguna. Il MOSE è stato progettato per difendere la laguna di Venezia da maree alte fino a 3 m e la sua entrata in funzione è stata progettata in previsione di maree superiori a 110 cm. L'esecuzione dei lavori è affidata al Consorzio Venezia Nuova che opera per conto del Ministero delle infrastrutture e dei trasporti - Magistrato alle acque di Venezia.
Il 4 giugno 2014, nell'ambito di un'inchiesta anticorruzione da parte della magistratura italiana, sono scattati 35 arresti e 100 indagati eccellenti tra politici di primo piano e funzionari pubblici, per reati contestati quali creazione di fondi neri, tangenti e false fatturazioni. A seguito delle vicende giudiziarie verificatesi tra il 2013 e il 2014, che hanno visto coinvolti parte degli organi dirigenziali del Consorzio Venezia Nuova e delle sue imprese, lo Stato è intervenuto al fine di assicurare il proseguimento dei lavori e la conclusione dell'opera: a dicembre 2014 l'ANAC propose la gestione straordinaria del consorzio, cui seguì la nomina di tre amministratori straordinari.
Il MOSE è stato testato per la prima volta in condizioni di effettiva operatività il 3 ottobre 2020 dando esito positivo.Fino all'inaugurazione verrà attivato per test o in presenza di previsioni di maree superiori a +130 cm rispetto allo zero mareografico di Punta della Salute. 
A questo proposito Domenico Cacopardo, magistrato ed in passato Presidente del Magistrato alle Acque, il 5 ottobre 2020 riassunse il successo del MOSE intitolando il suo articolo con: “Il mondo ringrazia Gianni De Michelis!”
Dopo i problemi causati dal livello del mare dell'8 dicembre 2020, si stanno effettuando dei test per stabilire la corretta incertezza di misura, sollevando le paratoie anche al di sotto di tale limite.Attualmente entra in funzione per maree previste superiori a +110 cm sullo zero di Punta della Salute.
Il MOSE è un’opera ingegneristica progettata per proteggere Venezia dal fenomeno dell’acqua alta. Sin dalla sua concezione, tuttavia, l’opera presenta numerose criticità sia dal punto di vista dell’efficacia che dell’efficienza.
Essendo un sistema sommerso, il MOSE richiede costi di manutenzione estremamente elevati, dovuti alla corrosione provocata dall’acqua salata e all’azione abrasiva della sabbia presente nei fondali. Il deterioramento delle paratoie mobili impone interventi di sostituzione e riparazione molto onerosi: secondo stime recenti, il costo per la manutenzione di ciascuna paratoia può arrivare a circa 2,8 milioni di euro, un valore superiore al costo di realizzazione iniziale.  A questi si aggiungono i costi di gestione: il solo funzionamento energetico del sistema comporta una spesa annua di circa 2 milioni di euro. 
Il MOSE era stato originariamente progettato per essere attivato solo in occasioni eccezionali. Tuttavia, a causa dei cambiamenti climatici, la frequenza degli eventi di acqua alta è aumentata considerevolmente: tra il 2020 e il 2025 il sistema è stato azionato già 100 volte, e nel solo 2024 si sono registrati 216 episodi di marea elevata, con una permanenza complessiva delle barriere alzate per quasi 800 ore. Questo incremento di utilizzo impone un carico di lavoro per cui il sistema non era stato concepito, aumentando ulteriormente i rischi di usura, inefficienza e incremento dei costi di gestione. 
Un confronto con altre opere simili realizzate nel mondo evidenzia come sistemi di protezione efficaci siano stati realizzati con costi di costruzione e di manutenzione inferiori. Ad esempio, la Thames Barrier di Londra, inaugurata nel 1984, è costituita da 10 paratoie mobili e protegge la capitale britannica dalle inondazioni del Tamigi. Il suo costo di costruzione è stato di circa 534 milioni di sterline (attualizzato), mentre la manutenzione annuale si aggira intorno ai 6 milioni di sterline. Analogamente, la Maeslantkering di Rotterdam, completata nel 1997, è una delle più grandi barriere mobili al mondo, realizzata con un costo di circa 450 milioni di euro, con spese di gestione e manutenzione significativamente più contenute rispetto al MOSE. 

## Origine del nome
L'11 giugno 1980 il ministro dei lavori pubblici Franco Nicolazzi incaricò un gruppo qualificato di esperti di redigere un progetto di massima per un insieme di opere finalizzate alla difesa della laguna di Venezia dall'acqua alta, il cosiddetto "Progettone". Una volta terminato, il "Progettone" prevedeva l'utilizzo di paratoie a spinta di galleggiamento e il 3 novembre 1988 viene inaugurato alla presenza del ministro Gianni De Michelis il prototipo in scala reale del Modulo Sperimentale Elettromeccanico, abbreviato con l'acronimo Mo.S.E. La sigla poi è passata comunemente a definire l'intero sistema di dighe mobili ed è stata spesso trascritta nelle varianti MOSE, Mose e Mo.s.e. È evidente il riferimento a Mosè, personaggio biblico protagonista dell'episodio del passaggio del mar Rosso, che divise le acque del mar Rosso toccandole con il suo bastone, assicurando così un passaggio al popolo ebraico in fuga dall'Egitto.

## Storia

### Il problema dell'acqua alta

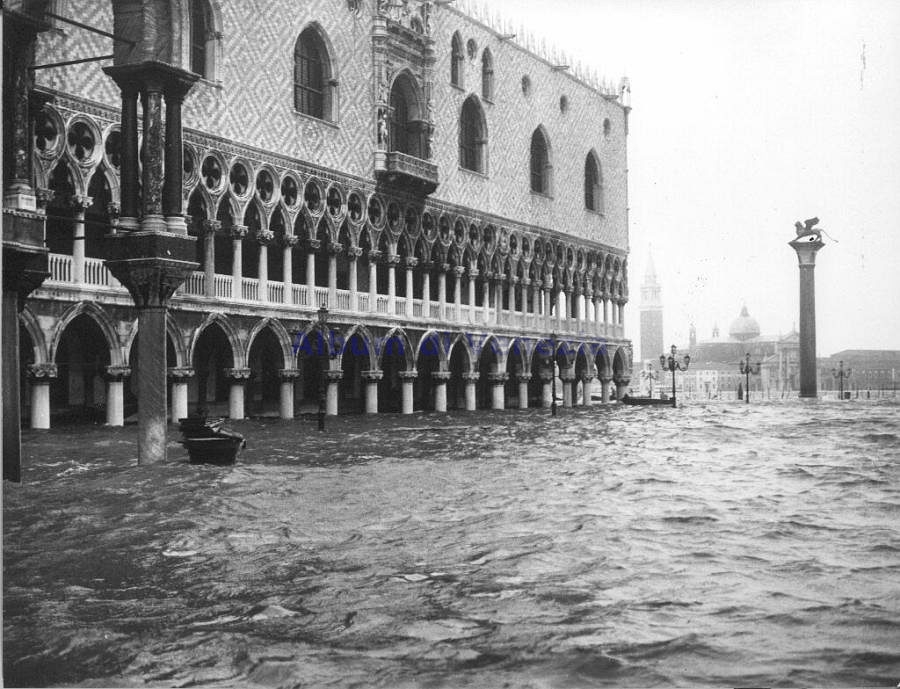
L'alluvione di Venezia del 1966.

I primi provvedimenti relativi alla salvaguardia della laguna di Venezia e dei suoi monumenti risalgono alla seconda metà degli anni trenta, quando divennero evidenti i danni causati dal fenomeno dell'acqua alta alla tenuta statica degli edifici lagunari. A partire dal 1937 furono emanate diverse leggi relative al mantenimento della laguna tramite la pulizia dei canali e il consolidamento degli edifici. Il 4 novembre 1966 un'alluvione particolarmente intensa sommerse la laguna: la marea raggiunse i 194 cm sul mareografo di Punta della Salute e le città di Venezia e Chioggia furono gravemente danneggiate.
Dopo un iter legislativo di circa due anni, il 16 aprile 1973 fu varata la prima legge speciale per Venezia, che dichiarò il problema della salvaguardia della città di preminente interesse nazionale. La legge indicava gli obiettivi e i criteri degli interventi da attuare in laguna e definiva i soggetti istituzionali e le relative competenze: lo Stato per la salvaguardia fisica e il riequilibrio ambientale del bacino lagunare; la Regione per la prevenzione dell'inquinamento delle acque e i comuni di Venezia e Chioggia per lo sviluppo economico e sociale, il restauro e il risanamento conservativo delle strutture urbane.

### L'iter progettuale
Al fine di raggiungere in modo definitivo gli obiettivi specificati della legge speciale del 1973 lo Stato attraverso il Ministero dei Lavori Pubblici indisse nel 1975 un appalto concorso, ma la procedura si concluse senza la scelta di un progetto da realizzare fra quelli presentati, in quanto nessuna ipotesi d'intervento risultava essere adeguata all'insieme delle problematiche in campo.
Con un decreto del 1980 il Ministero dispose l'acquisizione degli elaborati presentati al concorso, che vennero affidati a un gruppo di esperti al fine di elaborare un progetto per la conservazione dell'equilibrio idraulico della laguna e la difesa di Venezia dal fenomeno dell'acqua alta. Dopo otto mesi di lavori il team di esperti presentò nel 1981 il progetto di massima relativo agli interventi da effettuare in laguna il cosiddetto "Progettone", che una volta ultimato fu approvato l'anno seguente dal Consiglio Superiore dei Lavori Pubblici che richiese un gran numero di sperimentazioni da eseguirsi prima della sua implementazione. Il 18 dicembre 1982 venne firmata la prima convenzione con il Consorzio Venezia Nuova a cui fu affidata la gestione del progetto attraverso una legge speciale del 1984 che decretò anche la nascita di un comitato presieduto dal Presidente del Consiglio, il cosiddetto "Comitatone", dedicato allo sviluppo del progetto.
Con l'inizio dei lavori il "Progettone" fu superato e nel 1986 il Consorzio Venezia Nuova presentò un progetto più articolato, il "Progetto Venezia" approvato il 6 giugno dal Comitato tecnico di Magistratura, infine nel novembre del 1988 il progetto Progetto REA - Riequilibrio e Ambiente che prevedeva opere mobili alle bocche di porto per la regolazione della marea in laguna. In questo ambito dal 1988 al 1992 furono eseguite sperimentazioni sul prototipo di una paratoia, il MOSE (Modulo sperimentale elettromeccanico); nel 1989, la stesura del progetto preliminare di massima delle opere mobili, ultimato nel 1992, in seguito approvato dal Consiglio Superiore dei Lavori Pubblici, sottoposto a procedura di valutazione di impatto ambientale e a ulteriori approfondimenti richiesti dal "Comitatone".

### Il progetto definitivo
Con una delibera del 6 dicembre 2001 il Comitatone decise di proseguire con l'attivazione del progetto, resosi sempre più necessario visto l'incremento delle acque alte legato ai cambiamenti climatici in corso. Il 30 settembre 2002 il Consorzio Venezia Nuova completò la progettazione MOSE e di tutte le opere complementari che fu poi approvato l’8 novembre 2002 dal Comitato Tecnico di Magistratura ricevendo il 29 novembre 2002 dal CIPE i primi 450 milioni di euro finanziamenti. Il 3 aprile 2003 il Comitatone diede il via alla sua realizzazione e nello stesso anno vennero aperti i cantieri alle tre bocche di porto di Lido, Malamocco e Chioggia.
Il 14 maggio 2003 si è tenuta la cerimonia d'inizio dei lavori sull'isola di Sant'Elena alla presenza del presidente del consiglio Silvio Berlusconi, del ministro delle riforme Umberto Bossi, del ministro delle politiche comunitarie Rocco Buttiglione, del ministro delle infrastrutture Pietro Lunardi, del ministro dell'ambiente Altero Matteoli, del presidente della Regione del Veneto Giancarlo Galan e del sindaco di Venezia Paolo Costa. La prima pietra del MOSE, benedetta dal patriarca di Venezia Angelo Scola, è stata poi calata nel canale di Malamocco.

## Realizzazione

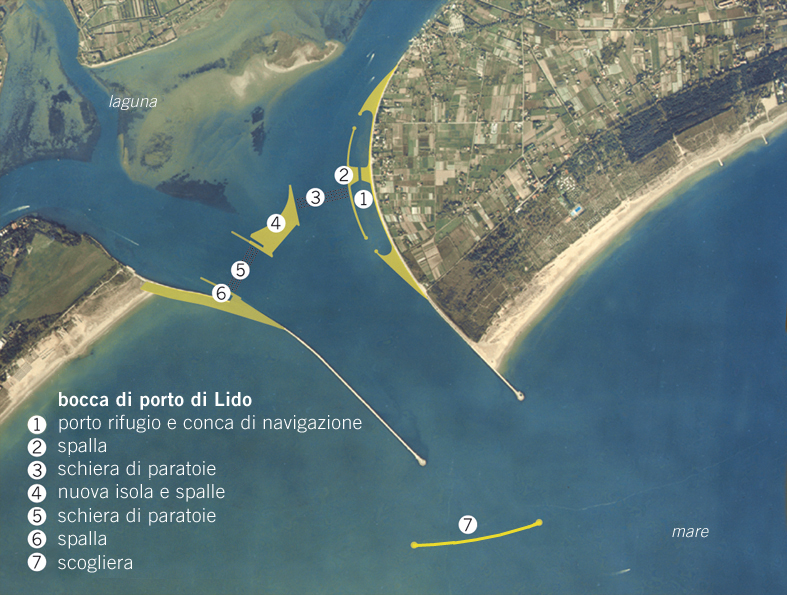
Bocca di porto di Lido
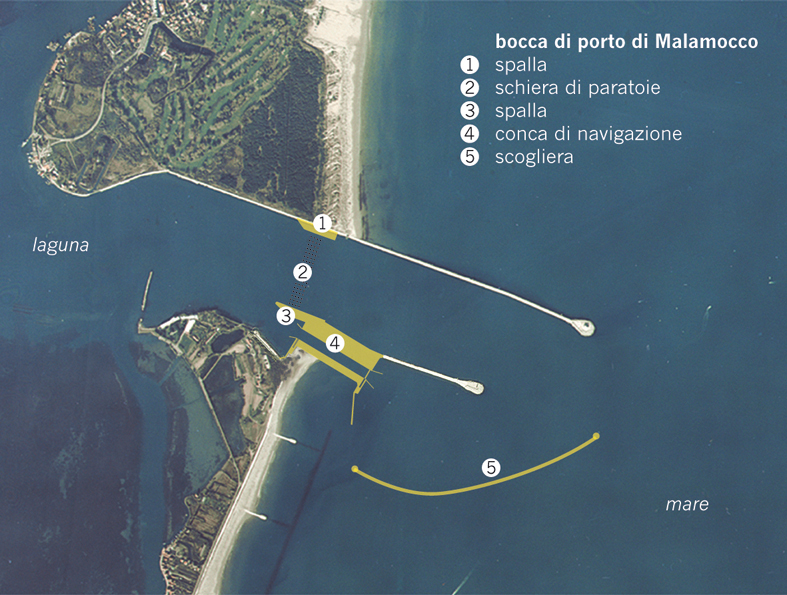
Bocca di porto di Malamocco
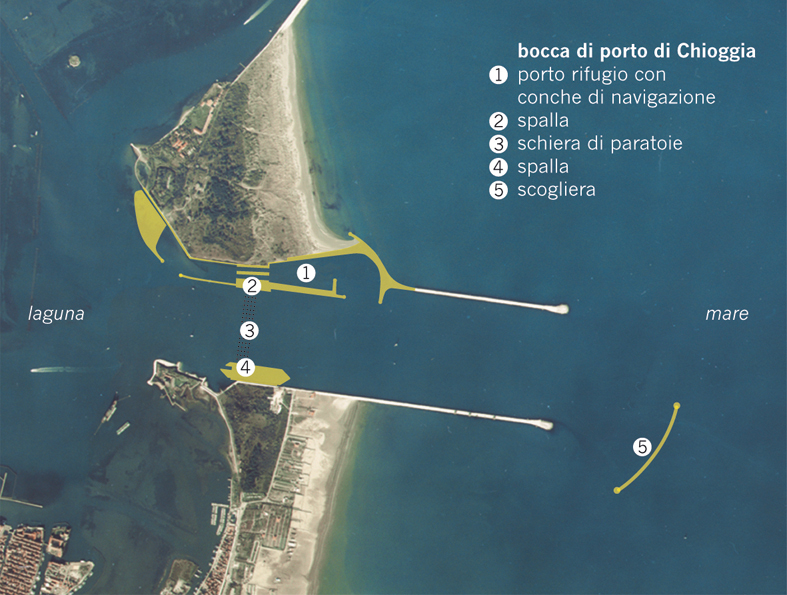
Bocca di porto di Chioggia

La realizzazione del MOSE è stata autorizzata dal "Comitatone” del 3 aprile 2003 e nello stesso anno sono stati aperti i cantieri. I lavori sono iniziati contemporaneamente e proseguiti in parallelo alle tre bocche di porto di Lido, Malamocco e Chioggia; sono in fase avanzata le parti strutturali (fondazioni, spalle delle barriere mobili, cassoni di alloggiamento), le opere connesse (scogliere, porti rifugio, conche di navigazione), le parti per il funzionamento del sistema (edifici tecnici, impianti).
A fine 2014, l'avanzamento complessivo dei lavori è pari a oltre l'85%.
Oltre ai cantieri alle bocche di porto, si sta anche procedendo alla costruzione delle principali componenti del MOSE: le cerniere (che vincolano le paratoie alla propria sede e ne permettono il movimento) e le paratoie (affidamento in gara); inoltre sono in corso gli interventi di ristrutturazione degli edifici e degli spazi dell'area dell'Arsenale dove saranno localizzate le attività di manutenzione del MOSE e di gestione del sistema.
Nel corso degli anni i lavoratori sono stati 1 000 all'anno nei cantieri alle bocche di porto, oltre ad altri 3 000 all'anno nell'indotto.

### I cantieri alle bocche di porto lagunari

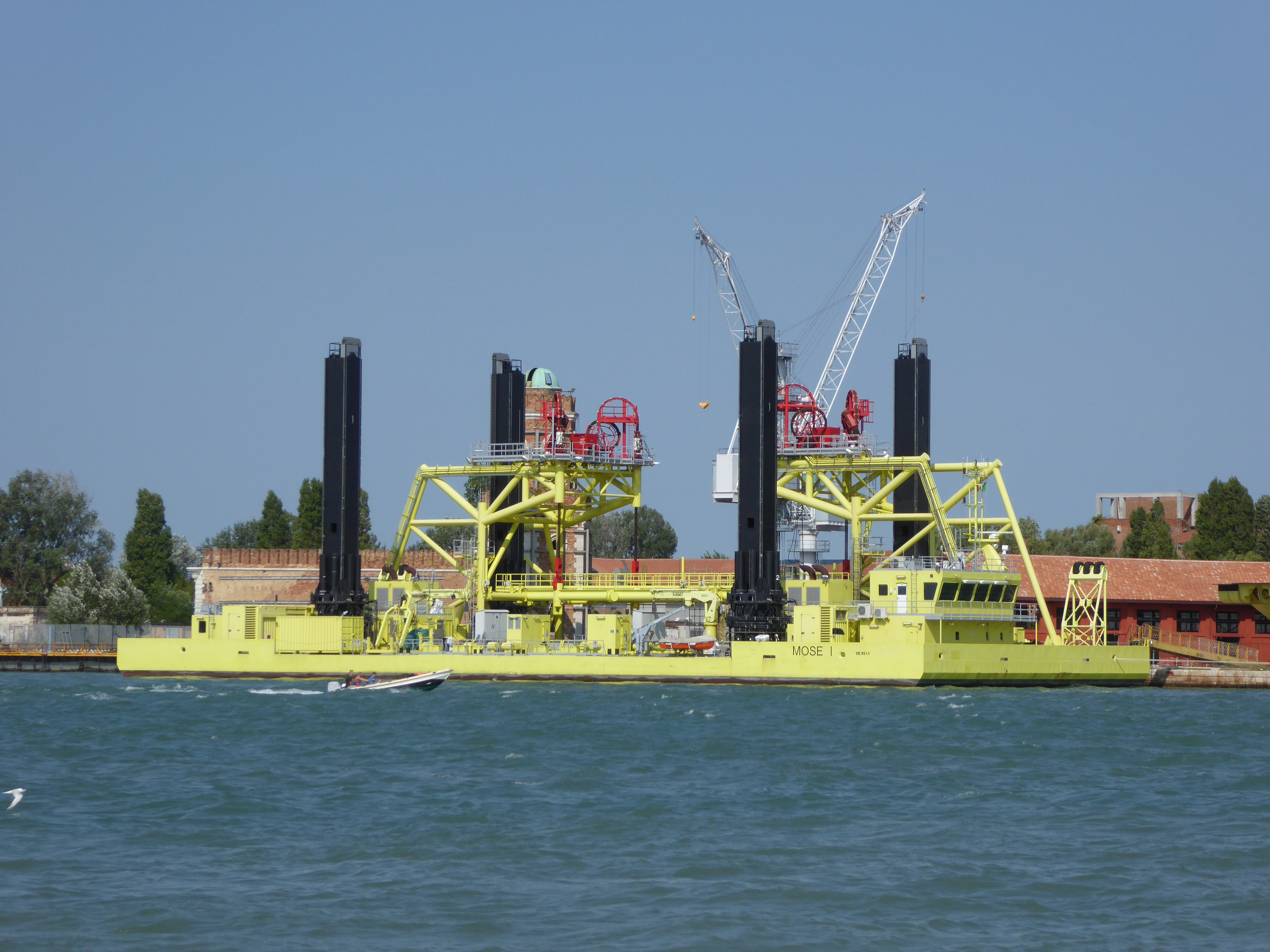
Chiatta utilizzata per il montaggio delle paratoie.

Gli interventi alle bocche di porto per la realizzazione del MOSE implicano un'organizzazione logistica complessa dei cantieri, che sono stati organizzati in un contesto ambientale molto delicato; i cantieri sono stati allestiti su spazi acquei provvisori, in modo da limitare l'occupazione delle aree adiacenti alle bocche di porto e da interferire il meno possibile con le attività che si svolgono nel territorio; la movimentazione dei materiali (per esempio per il rifornimento dei cantieri) e dei macchinari avviene via mare per non gravare sul sistema viario del litorale. Fin dall'apertura dei cantieri, tutti gli interventi sono stati eseguiti senza interrompere la transitabilità dei canali delle bocche di porto.
Di seguito è riportata la descrizione dei lavori eseguiti per ciascuna bocca di porto.

### Bocca di porto di Lido

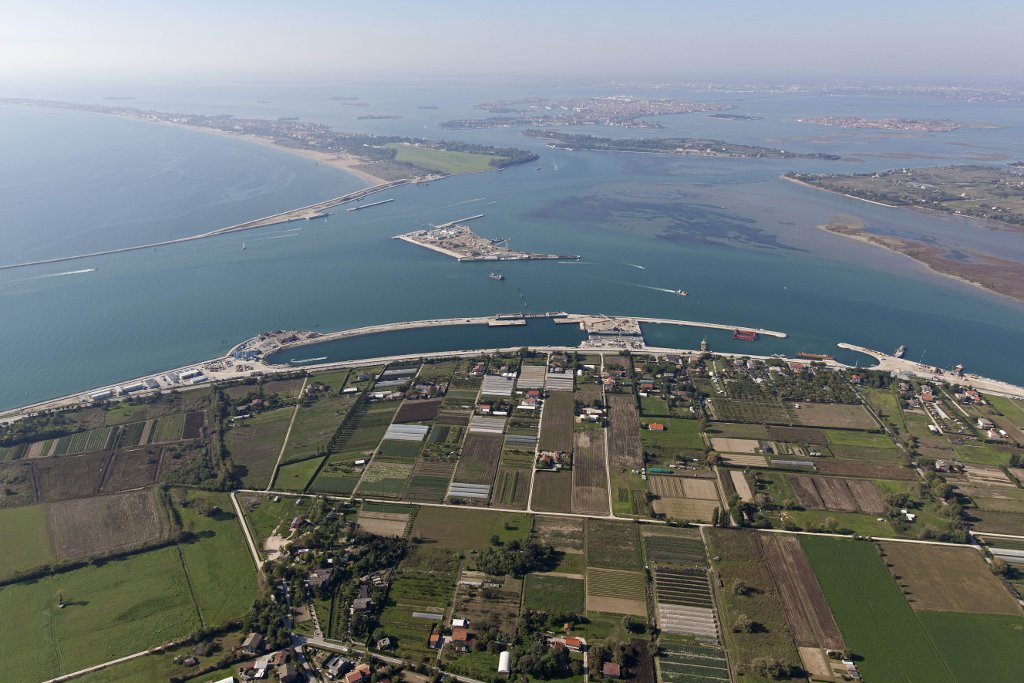
La bocca di porto di Lido. In primo piano, il bacino lato mare del porto rifugio riallagato dopo il varo e il posizionamento dei cassoni che ospiteranno le paratoie per la schiera di Lido Treporti; al centro, la nuova isola che servirà da struttura intermedia tra le due schiere di paratoie previste per questo varco.

Alla bocca di Lido sono previste due schiere di paratoie mobili, la barriera nord di Lido-Treporti con 21 paratoie e la barriera sud di Lido-San Nicolò con 20 paratoie.
A nord della bocca (lato Cavallino-Treporti) è stato previsto un porto rifugio (costituito da due bacini in comunicazione attraverso una conca di navigazione), che consentirà il ricovero e il transito delle piccole imbarcazioni e dei mezzi di soccorso quando le paratoie saranno alzate. Il bacino lato mare è stato temporaneamente messo all'asciutto e impermeabilizzato per essere usato come area di cantiere per la costruzione dei cassoni di alloggiamento delle paratoie per questa barriera (7 cassoni di alloggiamento e 2 cassoni per le connessioni di spalla); ultimata la costruzione dei cassoni, l'area è stata riempita d'acqua per consentire l'uscita in galleggiamento dei cassoni, già tutti posizionati nel fondale, ed è ora tornata ad essere uno specchio d'acqua, che fungerà da bacino lato mare del nuovo porto rifugio. Tra il 2013 e il 2014 si è proceduto all'installazione di tutte le paratoie e ai test di sollevamento dell'intera schiera.
A sud della bocca (lato San Nicolò) è completato il posizionamento sul fondale dei 7 cassoni di alloggiamento e dei 2 cassoni per le connessioni di spalla della barriera sud, cassoni che sono stati costruiti nel cantiere alla bocca di porto di Malamocco.
Al centro della bocca di porto è stata realizzata una nuova isola che serve da struttura intermedia fra le due schiere di paratoie mobili; l'isola ospiterà gli edifici e gli impianti (la realizzazione è in corso) per il funzionamento delle paratoie.
All'esterno della bocca è ultimata la scogliera curvilinea lunga 1 km.

### Bocca di porto di Malamocco

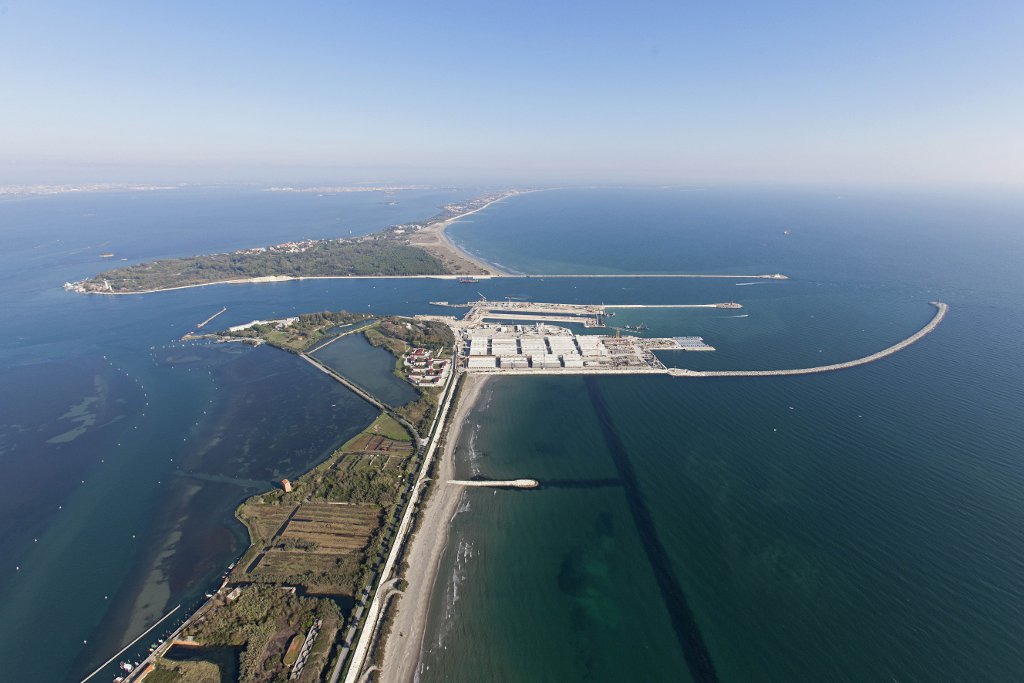
La bocca di porto di Malamocco con i lavori in corso.

Alla bocca di porto di Malamocco è stato allestito un cantiere provvisorio dove sono stati costruiti i cassoni di alloggiamento delle paratoie sia per la schiere di Malamocco che di Lido San Nicolò (7 cassoni di alloggiamento e 2 cassoni di spalla per ogni barriera); con la realizzazione del MOSE, la bocca di porto di Malamocco risulta la più profonda per l'accesso alla laguna (-14 metri), e vi sono infatti collocate le paratoie più lunghe dell'intera opera (29,5 metri).
Nel 2014 sono stati posati tutti i cassoni della barriera, ed è iniziata la fase di test della lì costruita conca di navigazione, realizzata al costo di circa 800 milioni per consentire il transito delle grandi navi anche quando le paratoie saranno alzate (esclusivamente verso Porto Marghera, tramite il canale dei Petroli), onde contenere le limitazioni di navigazione create dall'alzata dello sbarramento in tali temporanee circostanze, che si stimano realizzabili circa 2 volte l'anno.
All'esterno della bocca è ultimata la scogliera curvilinea lunga 1280 m, che smorza le correnti di marea e delimita un bacino di acque calme a protezione della conca di navigazione.
La conca, che da progetto prevedeva l'accesso di imbarcazioni lunghe fino a 280 metri, larghe fino a 39, e con pescaggio fino a 12, ha rivelato in seguito difficoltà a consentire ciò, con un collaudo massimo ad ottobre 2019 realizzato a 216 metri di lunghezza e 26,6 metri di larghezza; a prescindere da tali questioni, vertici dell'Autorità di sistema portuale vi rilevano comunque una sostanziale inadeguatezza dimensionale, dovuta al generale ingrandimento delle navi avvenuto negli ultimi decenni.
Nel febbraio 2015 una mareggiata danneggia e rende inutilizzabile la porta esterna della conca, lato mare, di cui si rende necessaria la sostituzione, interrompendo i collaudi e i test di transito navi; per il ritorno all'operatività vengono stimati 24 mesi di lavori, i quali iniziano a fine dicembre 2018. A dicembre 2020 la conca è ancora inutilizzabile e la conclusione dei relativi lavori viene posticipata, con previsione di termine entro il dicembre 2021.

### Bocca di porto di Chioggia

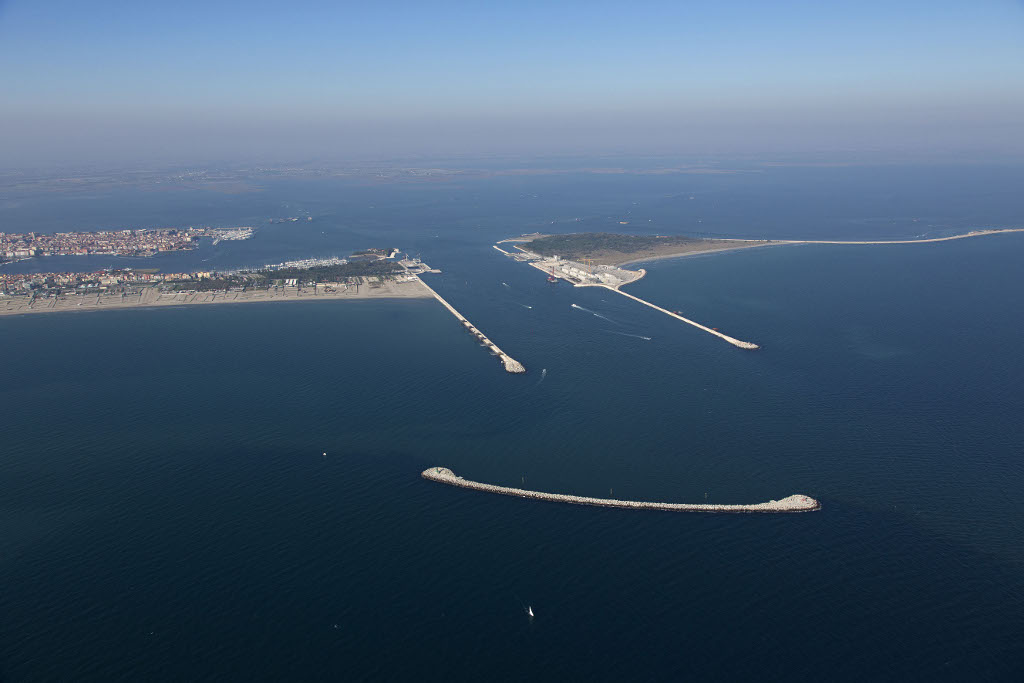
La bocca di porto di Chioggia, in primo piano la nuova scogliera.

È stato realizzato un porto rifugio con una doppia conca di navigazione, ciascuna avente lunghezza di 134 metri e profondità di 16 metri, che garantirà il transito di un numero molto elevato di pescherecci quando le paratoie saranno in funzione.
Il bacino lato mare è stato temporaneamente messo all'asciutto e usato come area provvisoria di cantiere per la costruzione dei cassoni di alloggiamento delle 18 paratoie di questa barriera. Nel 2014 sono stati posati tutti i cassoni di alloggiamento delle paratoie. All'esterno della bocca di porto è ultimata la scogliera curvilinea lunga circa 500 m.
Ad ottobre 2020, mentre iniziano test e attivazioni operative dell'intero MOSE, la doppia conca è ancora indisponibile all'uso.

### Cerniere

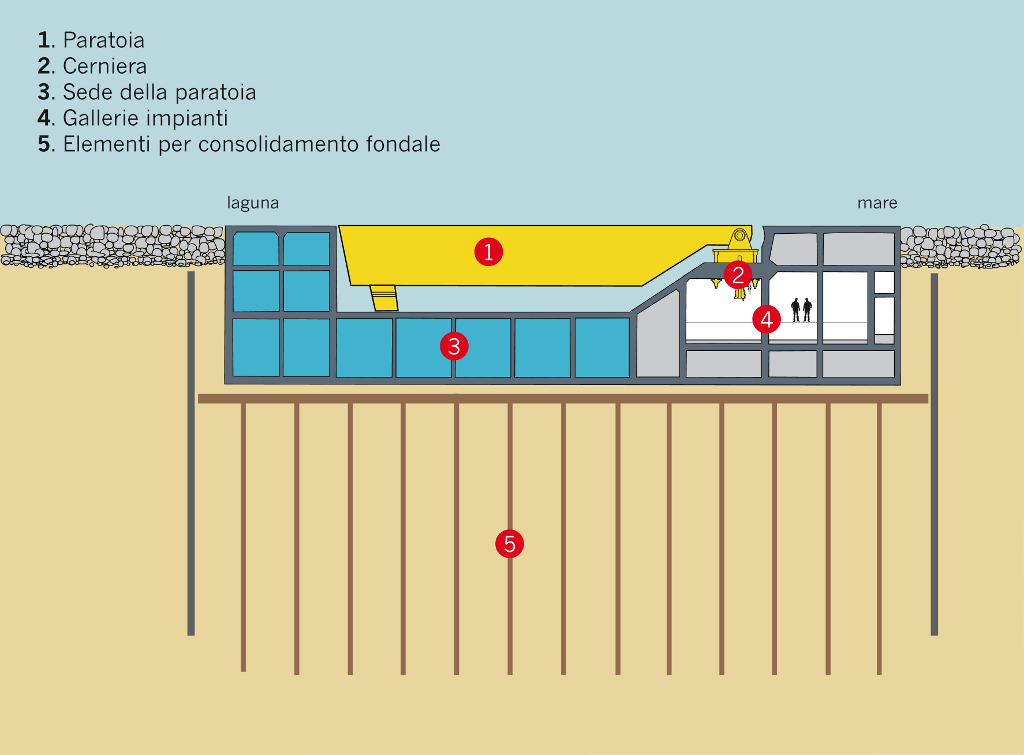
Vista in sezione di una paratoia:1. paratoia - 2. cerniera - 3. alloggiamento - 4. zavorra (acqua) - 5. zavorra (calcestruzzo) - 6. gallerie per gli impianti e per l'accesso - 7. palancolato di contenimento dello scavo - 8. pali di consolidamento del terreno.

Le cerniere servono a vincolare le paratoie ai cassoni di alloggiamento, ne consentono il movimento e assicurano la connessione tra paratoie e gli impianti per il funzionamento del sistema. Sono fabbricate in acciaio e sono costituite da un elemento maschio (altezza 3 m, peso 10 tonnellate) vincolato alla paratoia, un elemento femmina (altezza 1,5 m, peso 25 tonnellate) vincolato al cassone di alloggiamento e dal gruppo di aggancio che unisce il maschio e la femmina. Verranno realizzate complessivamente 156 cerniere (due per ciascuna paratoia) oltre agli elementi di riserva; la loro produzione e installazione è attualmente in corso.

### Il MOSE in Arsenale
All'Arsenale di Venezia, luogo simbolo della potenza commerciale e militare della Serenissima, sono state localizzate le attività per il controllo e la manutenzione del MOSE e per la gestione del sistema lagunare: sono già stati restaurati numerosi edifici storici, rimasti per decenni in stato di degrado e abbandono, e si sta attualmente procedendo alla riorganizzazione funzionale dell'area per ospitare le nuove funzioni previste. Gli interventi di restauro hanno consentito di salvaguardare un patrimonio di straordinario valore storico e architettonico e hanno premesso il recupero e il riuso di edifici; l'insediamento di nuove funzioni permetterà la rinascita dell'Arsenale, dopo un lungo periodo di abbandono, e la sua riconversione in luogo di innovazione e produzione, con importanti risvolti economici per la città e il territorio.

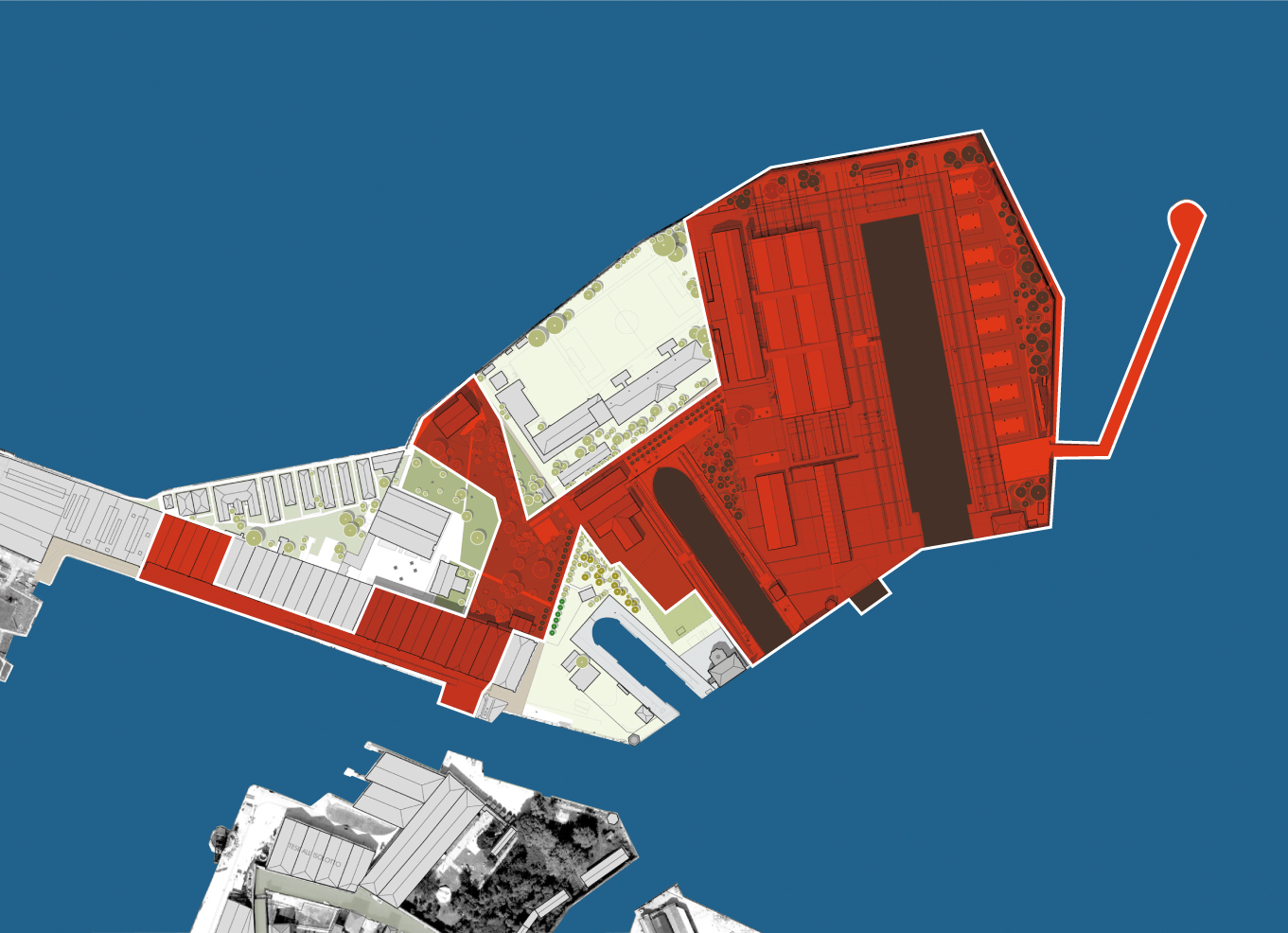
L'area dell'Arsenale in cui si svolgeranno le attività di manutenzione del MOSE e di gestione del sistema lagunare; a lato, edifici storici dell'Arsenale prima e dopo il restauro e alcuni interventi di infrastrutturazione dell'area per accogliere le funzioni previste.

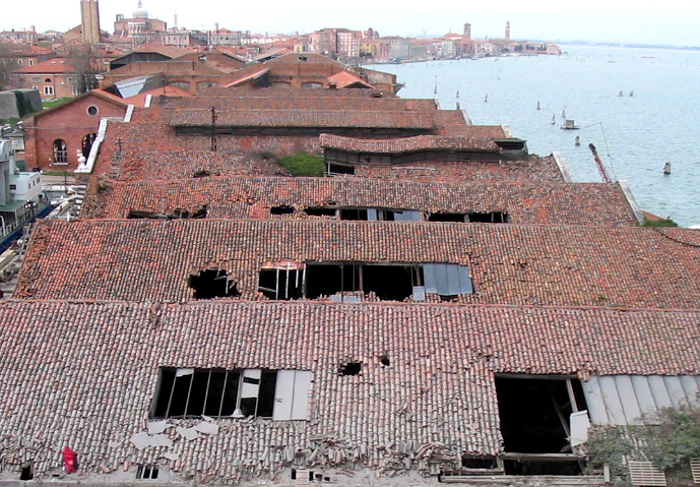
Alcuni edifici dell'Arsenale prima del restauro
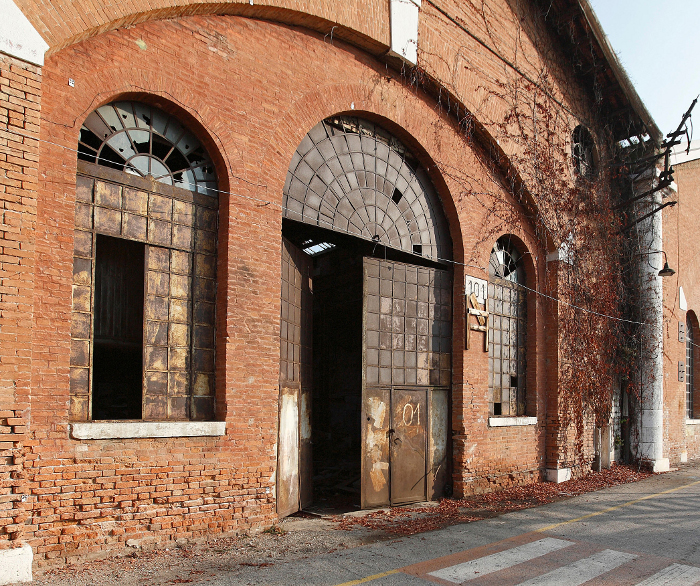
Alcuni edifici dell'Arsenale prima del restauro
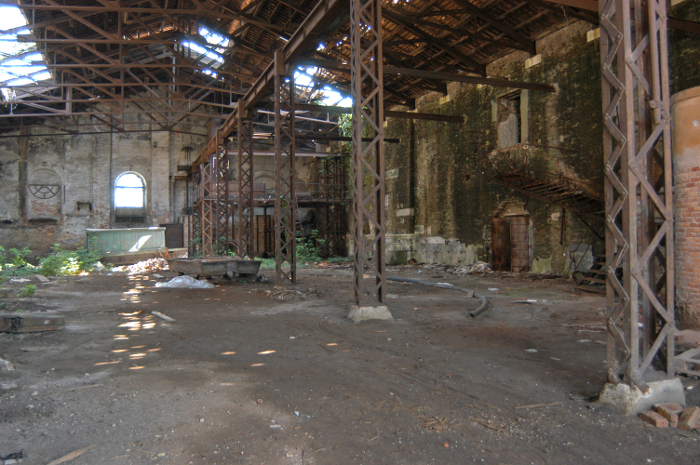
Alcuni edifici dell'Arsenale prima del restauro
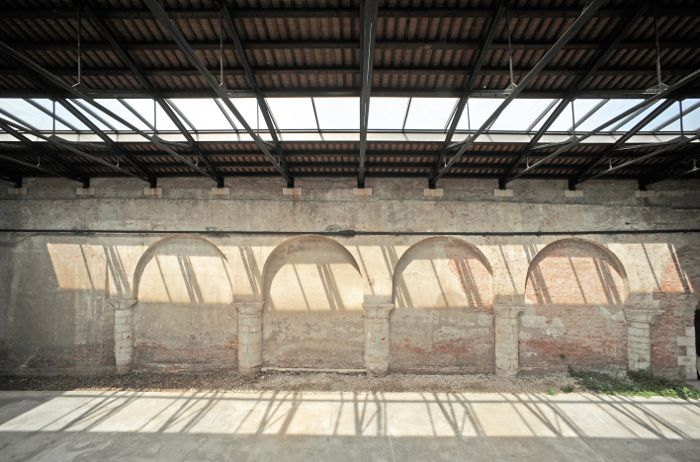
Edificio all'Arsenale dopo il restauro

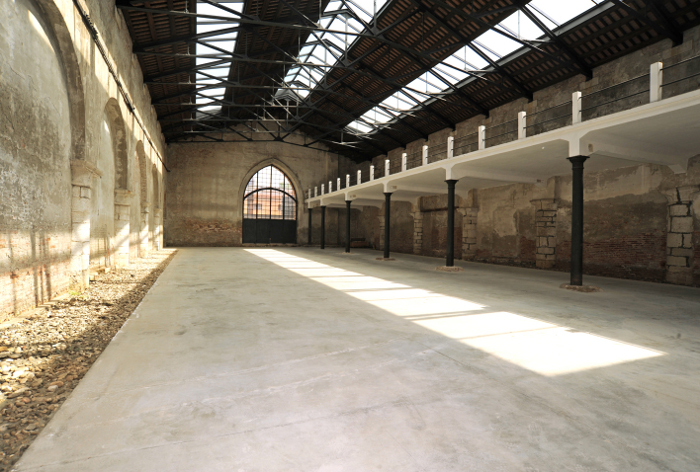
Edificio all'Arsenale dopo il restauro.
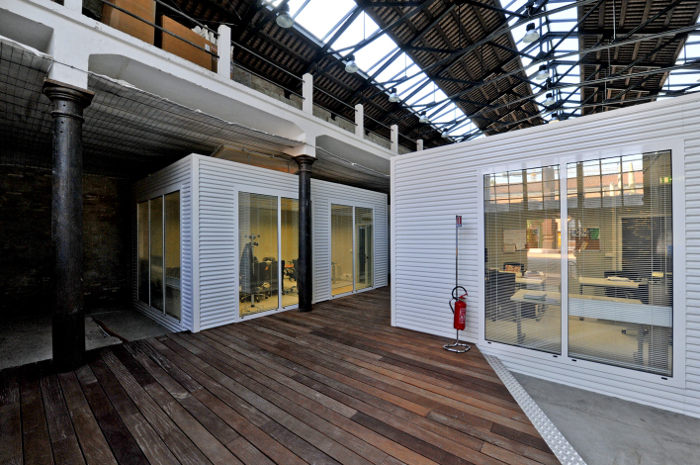
Edificio all'Arsenale dopo il restauro.
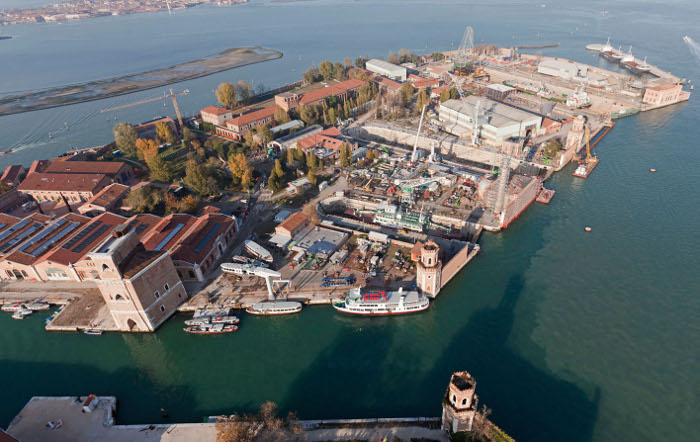
L'area dell'Arsenale in cui si svolgeranno le attività di manutenzione del MOSE e di gestione del sistema lagunare.
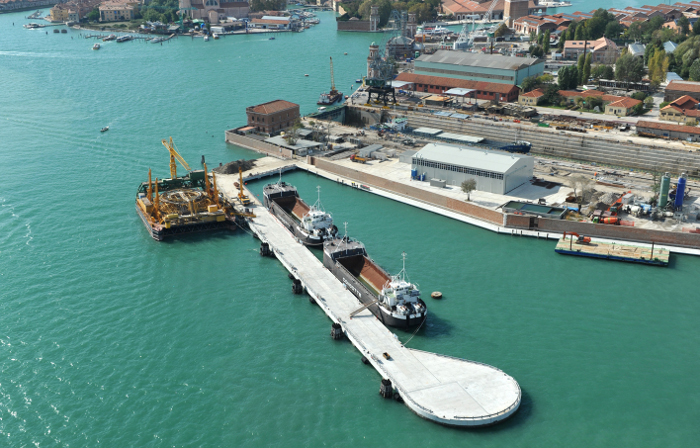
L'area dell'Arsenale in cui si svolgeranno le attività di manutenzione del MOSE e di gestione del sistema lagunare.

All'Arsenale è già attiva la sala di controllo del MOSE, dove si assumeranno le decisioni per il funzionamento delle paratoie e da cui verrà emesso l'ordine di chiudere le bocche di porto in caso di acqua alta, che verrà poi eseguito in ciascuna delle tre bocche di porto. Il Centro, operativo dal 2011, svolge attività di raccolta dei dati sulle previsioni meteo-marine, elaborazione delle previsioni di acqua alta e simulazione del comportamento delle paratoie (come, quando e per quanto tempo devono essere messe in funzione).

### Avanzamento dei lavori e prossime tappe
Tra giugno e settembre 2012 è stato ultimato il posizionamento dei cassoni di alloggiamento delle paratoie della barriera di Lido nord; tra marzo e maggio del 2013, le prime paratoie sono arrivate a Marghera, sono state assemblate agli elementi maschi delle cerniere, predisposte per essere installate e messe in funzione per la prima volta il 12 ottobre. A novembre 2013 è iniziato il varo dei cassoni di alloggiamento per la barriera sud della bocca di Lido, costruiti alla bocca di Malamocco, ultimato nell'aprile 2014. Nel mese di giugno 2014, è diventata operativa la conca di navigazione di Malamocco per le navi dirette a Porto Marghera ed è iniziata l'installazione dei cassoni di alloggiamento delle barriere di Chioggia e Malamocco, ultimate a ottobre dello stesso anno. Entro la fine del 2014 avrebbe dovuto essere ultimata la barriera di Lido Nord con l'installazione delle altre paratoie, ma nell'aprile 2015 non risultavano ancora installate. Nell'aprile 2015 il Corriere del Veneto ha rivelato che i lavori erano rimasti fermi per gli 8 mesi precedenti Secondo La Nuova di Venezia, la piena operatività del MOSE era stata prevista per il 30 giugno 2018, poi slittata a dicembre 2018. Inoltre non è chiaro a chi competerebbe la responsabilità di decidere quando azionare le paratoie.
Il 30 gennaio 2019 è stata posata l'ultima delle 78 paratoie del MOSE. A novembre 2019 lo stato di avanzamento lavori è del 94% e la consegna è prevista per fine 2021.

## Descrizione

### Obiettivi

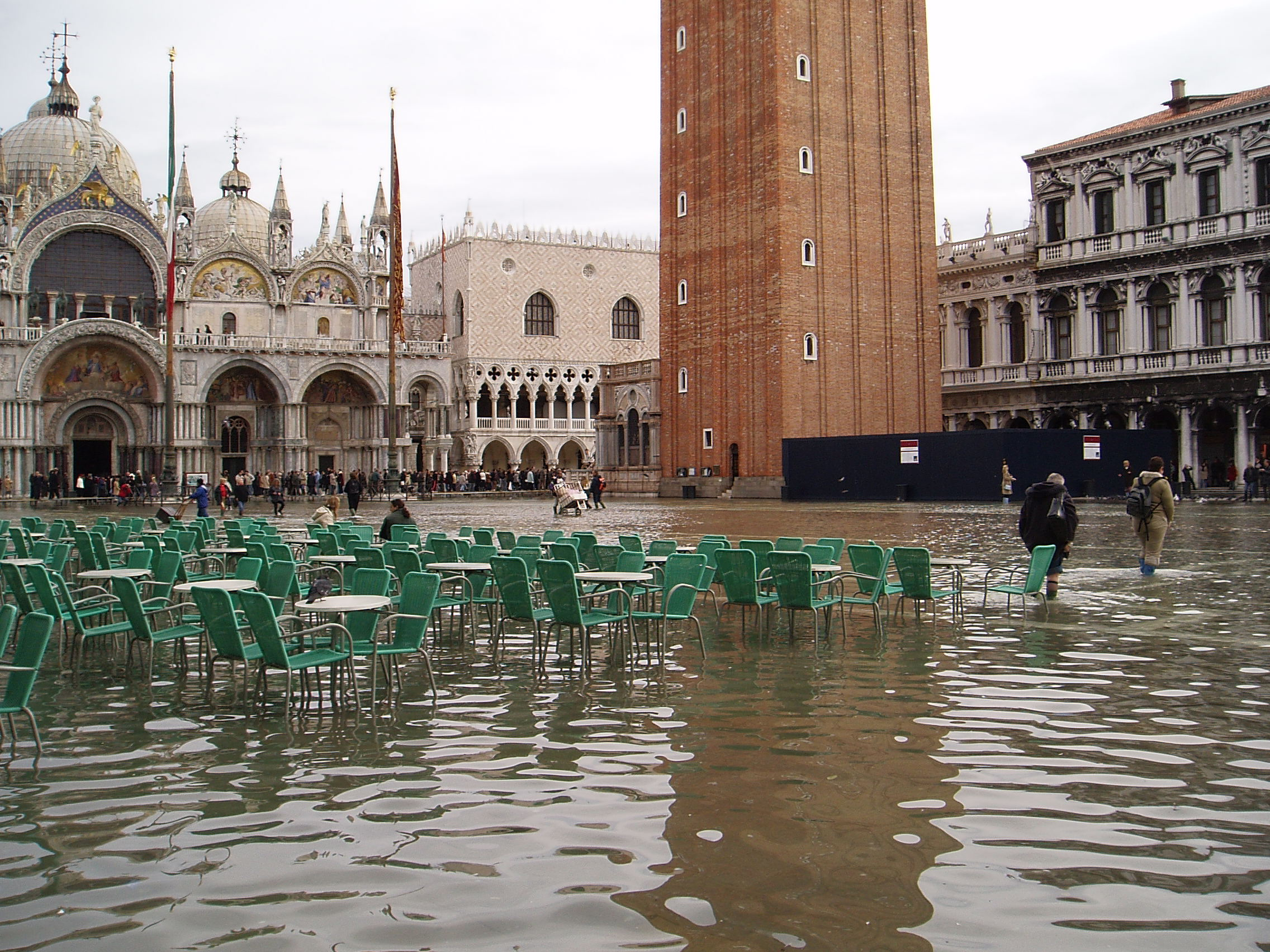
Acqua alta in Piazza San Marco.

Lo scopo del progetto MOSE è proteggere la laguna, le sue città, gli abitanti e l'inestimabile patrimonio storico, artistico e ambientale da tutte le acque alte, compresi gli eventi estremi. Le acque alte sono diventate sempre più frequenti e intense a causa dell'effetto combinato di subsidenza (abbassamento del livello del suolo) ed eustatismo (innalzamento del livello del mare), dovuti a fenomeni naturali e antropici. Oggi le città lagunari sono mediamente di 23 cm più basse sull'acqua rispetto agli inizi del Novecento e ogni anno decine di allagamenti causano pesantissimi disagi ai cittadini, degrado alle strutture urbane e architettoniche e all'ecosistema.
Inoltre è sempre presente il rischio per l'intero territorio lagunare di un evento estremo e catastrofico come quello del 4 novembre 1966, quando una marea eccezionale di 194 cm sommerse Venezia, Chioggia e gli altri centri abitati. In futuro il fenomeno delle acque alte potrebbe aggravarsi per il previsto aumento del livello del mare come effetto dei cambiamenti climatici. In questo quadro il MOSE, insieme agli interventi di rinforzo del cordone litoraneo, è stato progettato per proteggere da maree fino a tre metri, e sarà quindi in grado di assicurare un'efficace protezione della laguna negli scenari attualmente ritenuti più probabili (le stime dell'IPCC - Intergovernmental Panel on Climate Change - prevedono un ulteriore innalzamento del mare entro il 2100 compreso tra 43 e 84 cm).
Grazie alla flessibilità di gestione, il MOSE può essere messo in funzione in modi diversi per far fronte alle caratteristiche e all'entità dell'evento di marea: dato che le paratoie sono indipendenti l'una dall'altra e possono agire separatamente, si può prevedere la chiusura contemporanea di tutte e tre le bocche di porto nel caso di un evento di grossa portata, oppure la chiusura solo di alcune bocche in base ai venti, alla pressione e all'entità di marea prevista, o anche chiusure solo parziali di ciascuna bocca.
Dal 1966, anno della grande alluvione, al 2010, le acque alte oltre i 110 cm sono state 191, mentre nel periodo compreso tra il 1926 e il 1965 erano state 21. Gli eventi di marea eccezionale (superiore ai 140 cm misurati sul medio marino, ossia riferiti allo zero mareografico della stazione di Punta della Dogana misurato nel 1897) sono stati oltre venti da quando sono disponibili misurazioni sistematiche del livello del mare.

Alte maree ≥ 110 cm
Alte maree ≥ 120 cm
Sulle ascisse sono riportati i decenni dal 1870-1879 al 2010-2019, sulle ordinate la quantità decennale di alte maree ≥ 110 cm. Il decennio 1870-1879 non riporta le eventuali alte maree avvenute nel biennio 1870-1871.

     Alte maree ≥ 110 cm
     Alte maree ≥ 120 cm

### Funzionamento

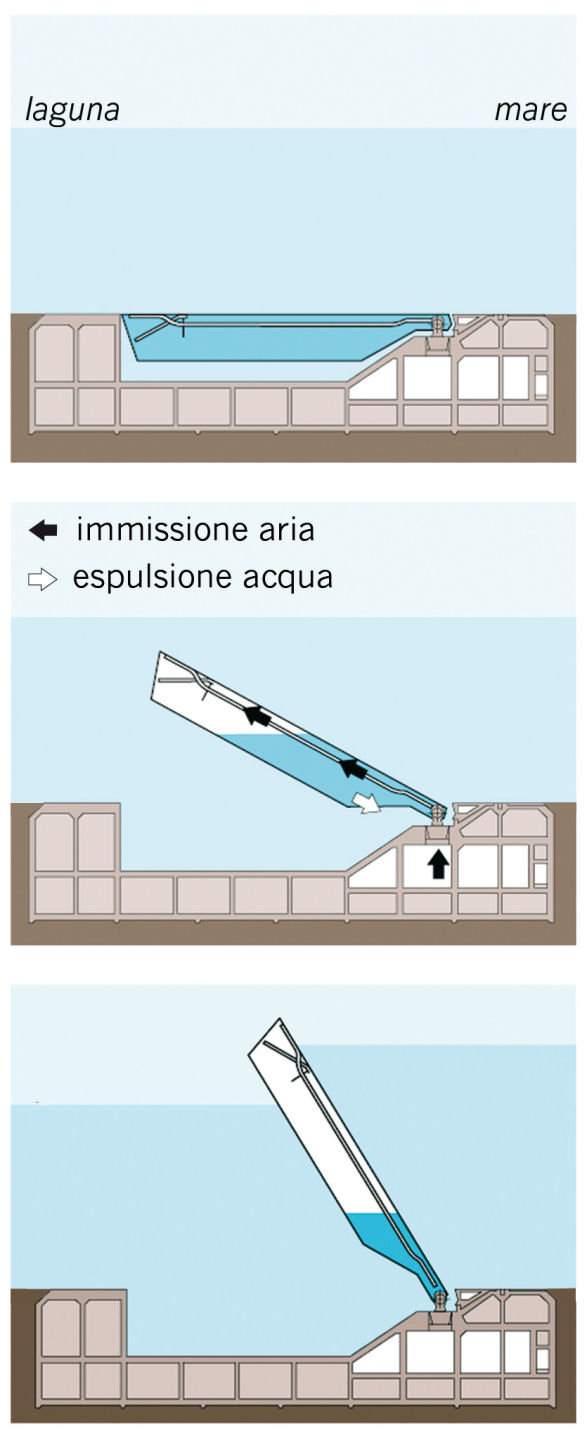
Movimento delle paratoie. Normalmente le paratoie sono completamente invisibili e giacciono sui fondali, piene d'acqua; per sollevarle vengono svuotate dall'acqua e fatte emergere.

Il MOSE è costituito da schiere di paratoie mobili, poste alle tre bocche di porto, che hanno il compito di separare temporaneamente la laguna dal mare in caso di alta marea, per un totale di 78 paratoie divise in 4 schiere: alla bocca di porto di Lido, quella più ampia, due schiere di paratoie, rispettivamente di 21 e 20 elementi, collegate da un'isola artificiale; una schiera di 19 paratoie alla bocca di porto di Malamocco; una schiera di 18 alla bocca di porto di Chioggia. Le paratoie sono costituite da strutture scatolari metalliche (larghezza 20 metri per tutte le schiere, lunghezza variabile da 18,5 a 29 metri e spessore da 3,6 a 5 metri) connesse ai cassoni di alloggiamento in calcestruzzo attraverso cerniere che vincolano le paratoie ai cassoni e ne consentono il movimento (2 punti di vincolo/rotazione per ogni singola paratoia, attraverso cui passano i condotti di immissione dell'aria ed espulsione dell'acqua).
Il progetto delle barriere e delle 78 paratoie fu ideato da Alberto Scotti, amministratore unico della società Technital di Verona.
In condizioni normali, le paratoie sono adagiate nei loro alloggiamenti sui fondali, piene d'acqua; quando vengono sollevate in previsione di un'alta marea, vengono svuotate dall'acqua mediante l'immissione di aria compressa, operazione che le alleggerisce e le fa ruotare sull'asse delle cerniere, fino a emergere bloccando in questo modo la marea entrante in laguna. Quando la marea cala, le paratoie vengono di nuovo riempite d'acqua e rientrano nella loro sede. Il tempo di chiusura delle bocche di porto è in media tra le 4 e le 5 ore, compresi i tempi di sollevamento delle paratoie (30 minuti circa) e di abbassamento (15 minuti circa). Per assicurare la navigazione e non interrompere l'attività del porto di Venezia con le barriere mobili alzate, alla bocca di porto di Malamocco viene realizzata una conca di navigazione per il passaggio delle grandi navi; alle bocche di Lido e a Chioggia saranno invece in funzione conche di navigazione più piccole per il ricovero e il transito di mezzi di soccorso, pescherecci e imbarcazioni da diporto.
È stato deciso che le paratoie entrino in funzione per maree superiori a 110 cm, quota concordata dagli enti competenti come ottimale rispetto all'attuale livello del mare, ma le paratoie potranno essere messe in funzione per qualsiasi livello di marea. Il MOSE, in base ai venti, alla pressione atmosferica e all'entità di marea, potrà far fronte alle acque alte in modi diversi, con chiusure totali o parziali.

## Costi
Nel corso degli anni, il costo stimato per il completamento dell'opera è aumentato progressivamente.
Nel 1989 i costi preventivati erano pari a 3 200 miliardi di lire. Nel 2001 il costo stimato sale a 3 700 miliardi di lire. Nel 2003 sale a circa 7 000 miliardi di lire. Va considerato che il cantiere è stato aperto nel 2003, quindi gli aumenti precedenti sono da riferirsi a rettifiche in fase progettuale.
Nel 2002 sono stati stanziati i primi finanziamenti: il Comitato interministeriale ha stanziato, per la realizzazione del progetto, 450 milioni di euro.
Nel 2013 la somma messa a disposizione è salita a 4 miliardi e 987 milioni di euro per la realizzazione dell'opera.
Al 2014 il finanziamento risultava aumentato a 5 miliardi e 267 milioni (di cui 401 milioni con la Legge di stabilità 2014) ed è stato stimato un residuo di 226 milioni di euro per il completamento dell'opera. Alla data l'opera risulta completata al 90% per una spesa corrispondente di 5 493 milioni di euro.
Al 2025, il costo complessivo del MOSE ha superato i 6,5 miliardi di euro. 
Con il MOSE pienamente operativo, si stima che ogni apertura venga a costare circa 211.000 Euro. 

## Opere complementari
Il MOSE non è un'opera isolata, ma rientra nel Piano Generale di Interventi per la salvaguardia di Venezia e della laguna, nel quadro della Legge Speciale per Venezia definita a seguito dell'alluvione del 4 novembre 1966. Alla salvaguardia di Venezia e della laguna concorrono lo Stato italiano, che opera per la difesa dei centri urbani dalle acque alte, per la protezione dei territori costieri dalle mareggiate e per il riequilibrio ambientale dell'ecosistema, la Regione del Veneto per il disinquinamento e le Amministrazioni Comunali (Venezia, Chioggia, ecc.) per lo sviluppo socio-economico e per il restauro del patrimonio architettonico ed edilizio.
Il complesso delle attività è diretto, coordinato e controllato dal cosiddetto Comitatone, presieduto dal Presidente del Consiglio dei Ministri e in cui sono presenti gli enti e le istituzioni preposte a livello nazionale e locale. Gli interventi realizzati dello Stato hanno riguardato il ripristino di habitat caratteristici quali barene e bassi fondali (oltre 1 500 ettari ricostruiti e protetti), la messa in sicurezza di discariche e canali dell'area industriale di Porto Marghera (5 siti inquinati e 45 km di rive e sponde impermeabilizzate) e la difesa dalle mareggiate (46 km di spiagge rinforzate e naturalizzate): essi rappresentano il più imponente programma di difesa, recupero e riqualificazione dell'ambiente che lo Stato italiano abbia mai attuato; in questo quadro il MOSE per la difesa dalle acque alte insieme agli interventi di difesa degli abitati lagunari, che hanno riguardato più di 100 km di rive e sponde, rappresenta l'ultimo e il più importante tassello per la salvaguardia del territorio lagunare.

### Il Baby MOSE a Chioggia

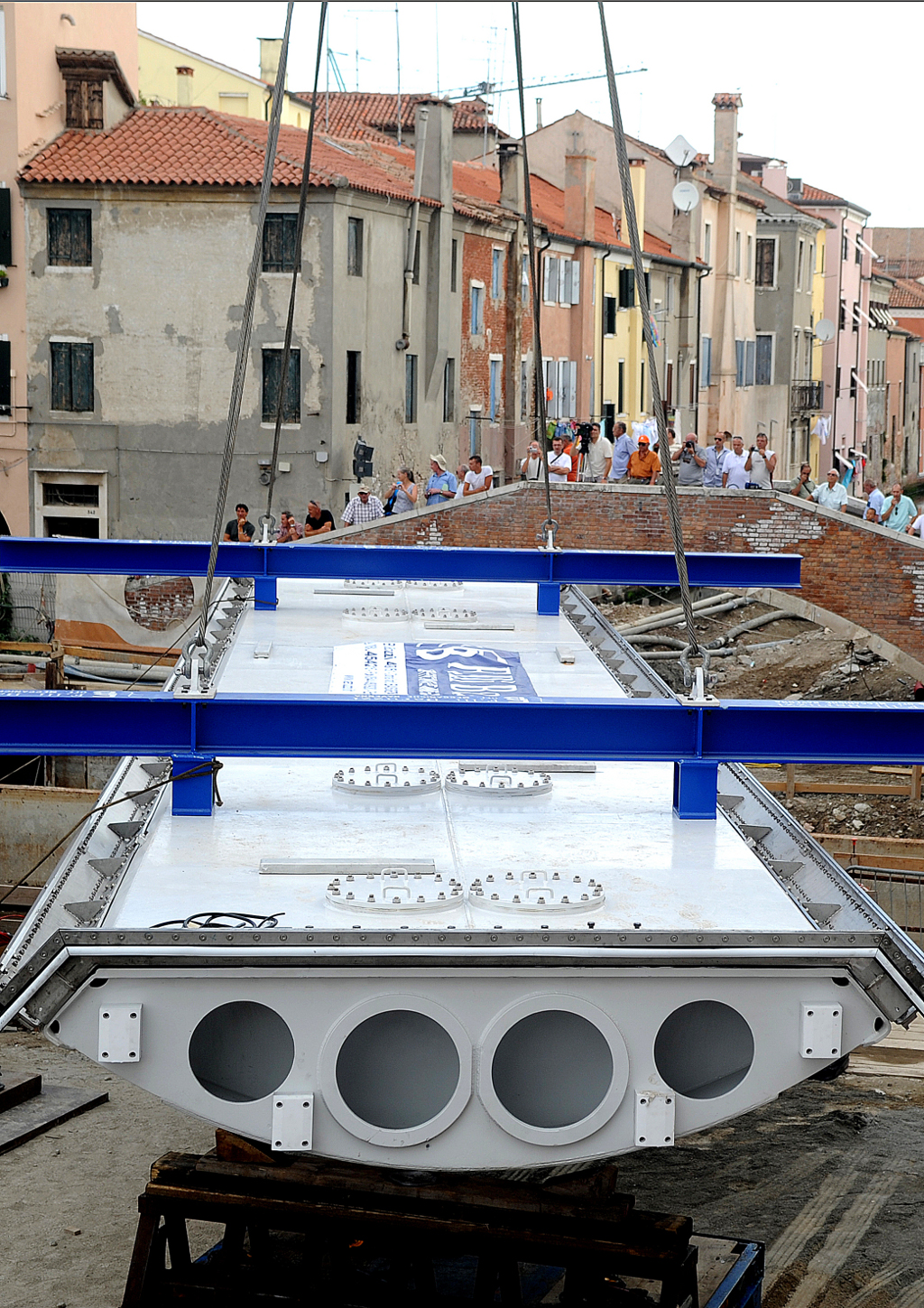
L'installazione della paratoia di Santa Maria. Le due paratoie (Vigo e Santa Maria) sono uguali, lunghe 18 m, larghe 3,3 e con spessore di 80 cm; in caso di marea, vengono sollevate in 8 minuti attraverso l'azione dei motori oleodinamici che movimentano il sistema.

"Baby MOSE" è il nome con cui si indica il sistema alla difesa di Chioggia dalle acque alte più frequenti fino a un massimo di 130 cm.

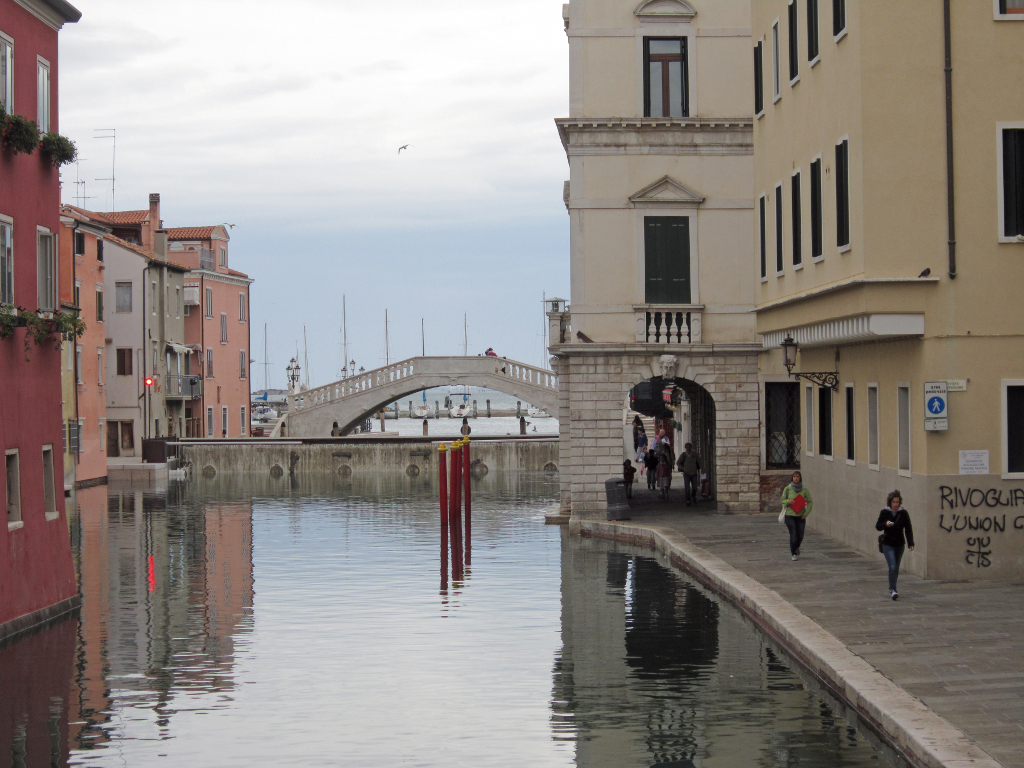
Il babyMose ha tenuto all'asciutto il centro di Chioggia durante l'acqua alta di ottobre 2012.

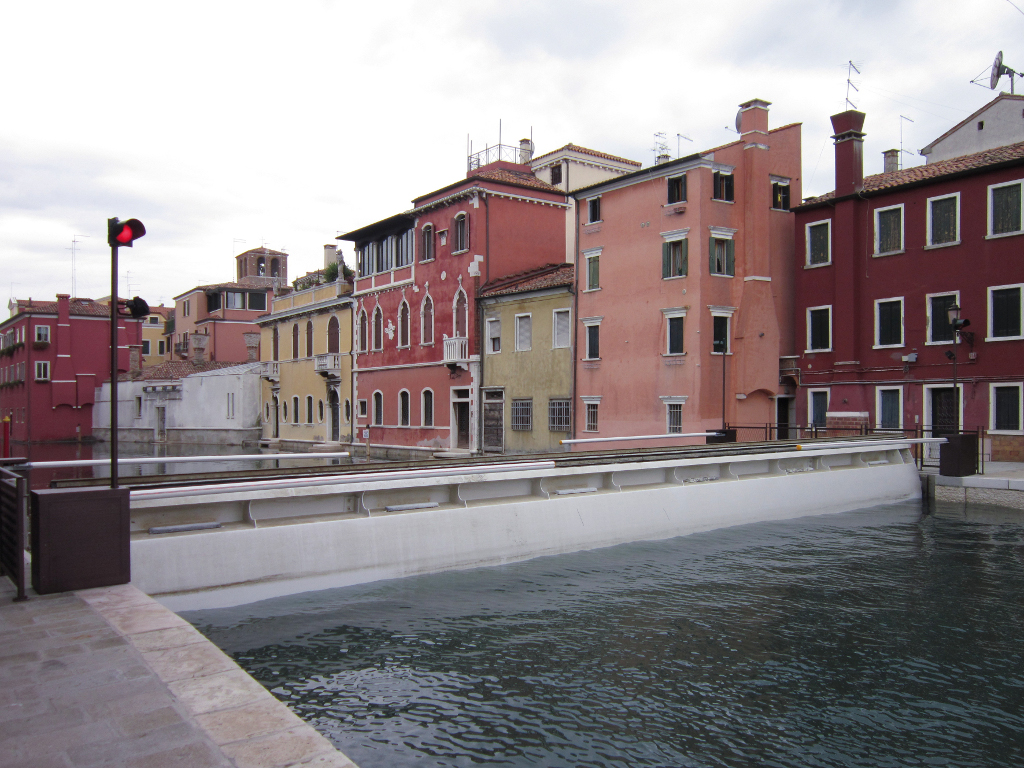
La paratoia di Vigo sollevata.

Ultimato nell'estate del 2012, consiste in due paratoie mobili poste alle estremità del canal Vena − il canale che attraversa longitudinalmente la città – che vengono sollevate in pochi minuti e proteggono il centro di Chioggia dalle acque alte più frequenti.
Insieme al rialzo delle rive e delle aree di bordo del centro urbano, completato ormai da tempo, il babyMose è in grado di difendere dalle maree fino a 130 cm: per le acque alte di livello superiore bisogna aspettare l'entrata in funzione del MOSE vero e proprio, che bloccherà l'entrata della marea in laguna attraverso la chiusura delle bocche di porto.
Anche il Baby MOSE, così come gli altri interventi di salvaguardia e riqualificazione urbana attuati a Chioggia negli ultimi anni, è stato realizzato dal Magistrato alle Acque di Venezia attraverso il Consorzio Venezia Nuova, insieme all'amministrazione comunale.

## Controversie
Le principali critiche dirette al MOSE da parte di ambientalisti, alcune forze politiche e dall'associazione di salvaguardia dei beni culturali, artistici e naturali Italia Nostra, riguardano i costi di realizzazione, gestione e manutenzione dell'opera sostenuti dallo Stato italiano, ritenuti molto più elevati rispetto ad altri sistemi con cui altri paesi - Paesi Bassi, per il porto di Rotterdam (Maeslantkering) e Regno Unito, per la barriera del Tamigi - hanno affrontato problemi simili; i costi di gestione post-costruzione costringerebbero inoltre Comune, Provincia e Regione a spese di manutenzione cospicue. Infine, dato che il consorzio che ha l'incarico di costruire il MOSE è responsabile del suo funzionamento solo per i primi 3 anni dopo la realizzazione, qualsiasi guasto posteriore ai 3 anni dalla fine dei lavori sarebbe addebitato agli enti locali.
Le critiche riguardano anche l'impatto ambientale negativo dell'opera alle bocche di porto, interessate da una complessa attività di livellamento (in quanto le dighe richiedono che il fondale sia perfettamente piano) e rafforzamento dei fondali lagunari per accogliere le paratoie (che dovrebbero essere ancorate al suolo attraverso migliaia di piloni di calcestruzzo armato che dovrebbero affondare diversi metri sottoterra), ma anche sull'equilibrio idrogeologico e sul delicato ecosistema lagunare. Una critica sul fronte ecologista è stata mossa nei confronti del mancato ricambio delle acque della laguna con afflusso di nutrienti marini proprio in occasione delle alte maree; in realtà l'impatto ambientale in tal senso è in qualche modo minimizzato solo nel caso di alte maree eccezionali superiori ai 110 cm.
Il fronte "No MOSE" mette anche in rilievo quelle che potrebbero essere alcune criticità strutturali dell'opera e la sua inefficacia a fronteggiare il previsto aumento del livello del mare.
Nel febbraio 2017 l'ex Magistrato alle Acque Gian Mario Paolucci pubblicò un articolo sulla Nuova Venezia, evidenziando il rischio di un'eccessiva velocità di corrosione dell'impianto dovuta all'utilizzo di acciaio non inossidabile, e quindi un possibile cedimento strutturale nel breve termine. In risposta a questi avvertimenti, il Consorzio Venezia Nuova affermò che la colorazione graduale delle paratoie fosse dovuta al deposito naturale di sabbia e microorganismi, per il quale è prevista comunque una sua rimozione.

### Ricorsi
Nel corso degli anni sono stati presentati nove ricorsi. Otto sono stati rigettati dal TAR e dal Consiglio di Stato; nel novembre del 2008 è stato rigettato anche il nono ricorso − presentato dal Comune di Venezia e WWF − con il quale si contestava il parere favorevole della Commissione di Salvaguardia di Venezia all'avvio dei lavori nel cantiere di Pellestrina, alla bocca di porto di Malamocco, dove saranno fabbricati parte dei cassoni destinati ad accogliere le paratoie del MOSE con lavorazioni che, secondo il Comune, andrebbero a danneggiare un sito di particolare interesse naturalistico.
Sulla questione dei danni ambientali provocati dalle opere in corso, le associazioni ambientaliste hanno anche richiesto e ottenuto un intervento dell'Unione europea, in quanto le attività cantieristiche vanno a interessare siti protetti dalla Rete Natura 2000 e dalla direttiva europea sugli uccelli. A seguito dell'esposto del 5 marzo 2004 della parlamentare veneziana Luana Zanella, il 19 dicembre 2005 la commissione europea ha inviato all'Italia una lettera di messa in mora per avviare la procedura di infrazione per «inquinamento dell'habitat» lagunare, dato che la direzione generale della Commissione europea Ambiente ha ritenuto che, «non avendo identificato né adottato − in riferimento agli impatti sull'area "IBA 064-Laguna di Venezia" conseguenti alla realizzazione del progetto MOSE − misure idonee a prevenire l'inquinamento e il deterioramento degli habitat, nonché le perturbazioni dannose agli uccelli aventi conseguenze significative alla luce degli obiettivi dell'articolo 4 della Direttiva 79/409/CEE, la Repubblica italiana sia venuta meno agli obblighi derivanti dall'articolo 4, paragrafo 4, della Direttiva 79/409/CEE del Consiglio del 2 aprile 1979 sulla conservazione degli uccelli selvatici».
La commissione europea all'ambiente, specificando che la sua iniziativa non intende fermare i lavori di realizzazione del MOSE, ha chiesto al governo italiano di produrre nuove informazioni relative all'impatto ambientale dei cantieri e alle opere di mitigazione ambientale. Il Magistrato alle Acque e il Consorzio Venezia Nuova hanno ribadito la provvisorietà dei cantieri e il completo ripristino dei siti utilizzati a conclusione dei lavori. Nel dicembre 2008 il Magistrato alle Acque di Venezia ha inviato a istituzioni dell'Unione Europea a Bruxelles le risposte sugli ultimi adempimenti richiesti (in particolare il monitoraggio sull'impatto delle opere e dei cantieri). Il 14 aprile 2009 la Commissione Europea Ambiente, preso atto degli interventi di mitigazione e riqualificazione ambientale adottati dal governo italiano, ha archiviato la procedura d'infrazione ambientale intentata all'Italia; questa decisione ha consentito di sbloccare un finanziamento di 1 miliardo e 500 milioni di euro deliberato dalla Banca Europea degli Investimenti (BEI) a favore del MOSE.

### Proposte alternative e complementari
Nel corso degli anni sono state presentate diverse proposte alternative alla costruzione del MOSE. Alcune raccomandano sistemi tecnologici piuttosto differenti, altre suggeriscono tecnologie che permetterebbero di migliorare l'efficienza del sistema a paratoie mobili.
Una proposta complementare al MOSE è stata avanzata dal professore Gambolati dell'Università di Padova e consisterebbe nel sollevare Venezia di circa 25-30 centimetri mediante iniezione di acqua nel sottosuolo.

## Inchieste giudiziarie

### Indagine per frode fiscale (2013)
Il 28 febbraio 2013 la Guardia di Finanza di Venezia arresta Piergiorgio Baita e altri amministratori della società Ing. E. Mantovani spa per presunta frode fiscale relativa ad un sistema di creazione di false fatturazioni. Successivamente, a maggio 2013 la Guardia di Finanza ha acquisito documentazione relativa alla fatturazione di grosse pietre (utilizzate come protezione delle bocche di porto) acquistate in Croazia tramite una società canadese, la quale le avrebbe poi rivendute alla Mantovani spa a prezzo maggiorato. Dopo appena due mesi sono state arrestate altre 14 persone a seguito della scoperta di presunti fondi neri aperti in Austria.

### Indagine per tangenti e finanziamenti illeciti (2014)
Il 4 giugno 2014 un blitz delle Fiamme Gialle ha portato all'arresto di 35 persone tra imprenditori, manager, amministratori e politici coinvolti in un circolo di tangenti nell'ambito dei finanziamenti al progetto MOSE. I capi d'imputazione sono reati di natura finanziaria quali corruzione, concussione e finanziamento illecito. Tra gli arrestati figurano Renato Chisso, Assessore regionale alle Infrastrutture dal 2000 (PdL) accusato di corruzione per aver ricevuto uno stipendio fisso da 200-250 000 euro l'anno, lo stesso sindaco di Venezia Giorgio Orsoni, accusato di finanziamento illecito di 450-550 000 euro per la sua campagna elettorale da Sindaco nel 2010 (PD, sebbene il partito abbia preso le distanze dichiarando che Orsoni non sia iscritto) e l'ex vicecomandante generale della Guardia di Finanza Emilio Spaziante, accusato di aver fornito dietro compenso ad altri indagati «informazioni riservate sulle indagini in corso e su alcune verifiche fiscali operate dalle Fiamme gialle sulle attività del Consorzio Nuova Venezia, sfruttando le sue conoscenze e il suo potere all'interno del corpo incassando 500 mila euro dal Consorzio».
La procura di Venezia ha formulato anche una richiesta di arresto per l'ex Presidente della Regione Veneto Giancarlo Galan (FI/PdL), accusato di corruzione per avere ricevuto oltre 1 milione di euro di stipendio annuale anche una volta terminato l'incarico di Presidente di Regione dal Consorzio di Mazzacurati, lavori milionari per la ristrutturazione della sua villa di Cinto Eugano sempre da Baita oltre che ingenti somme di denaro, come per Chisso, trasferiti sempre dal capo della Maltauro Baita in conti a suoi prestanome nel Sud-est asiatico e San Marino, come confermato dalla sua ex segretaria particolare Minutillo. Secondo la ricostruzione processuale, il consorzio Venezia Nuova avrebbe raccolto circa 10 milioni di euro in 4 anni con un sistema di false fatturazioni, poi girati come tangenti ai politici per favorire e velocizzare la realizzazione dell'opera.
Nel corso dell'inchiesta sono stati arrestati anche il tesoriere e consigliere regionale del PD veneto Giampiero Marchese e l'europarlamentare PdL Lia Sartori, ex vicepresidente della Giunta e presidente del Consiglio regionale del Veneto, accusati di finanziamento illecito per ottenere contributi per le loro campagne elettorali. Coinvolti, senza essere indagati, per essere stati i procacciatori dei finanziamenti dal Consorzio Venezia Nuova per politici locali e a loro volta foraggiati, l'ex Presidente della Provincia di Venezia ed ex Responsabile PD Enti Locali e Organizzazione nelle Segreterie nazionali Bersani ed Epifani, il deputato Davide Zoggia, l'ex Presidente della Provincia di Belluno e consigliere regionale Pd Sergio Reolon, i quali in quanto ricandidati rispettivamente a Presidente della Provincia di Venezia e a Presidente della Provincia di Belluno nel 2009 avrebbero ricevuto rispettivamente 65.000 e 10.000 euro dal Consorzio, e il deputato veneziano Pd Michele Mognato.
Per Orsoni, i 3 insieme a Marchese lo imposero a prendere il finanziamento dal Presidente del Consorzio Mazzacurati e dall'imprenditore Maltauro per la sua campagna a Sindaco della Laguna nel 2010). Il 4 luglio, viene arrestato anche l'ex deputato PdL e consigliere politico dell'ex Ministro dell'Economia dei Governi Berlusconi Giulio Tremonti accusato di aver incassato una tangente di 500.000 euro dal Consorzio per far sbloccare al CIPE i finanziamenti necessari per il MOSE (tangente che poi Milanese avrebbe rigirato proprio all'ex Ministro Tremonti, non indagato). Indagato anche l'ex Ministro dell'Ambiente e delle Infrastrutture e dei Trasporti nei Governi Berlusconi Altero Matteoli che sarebbe entrato nel gioco di dazioni di denaro, in cambio di favori, costruito da Mazzacurati, concessionario del ministero delle Infrastrutture per la realizzazione dell'opera, accusato di aver condizionato l'assegnazione dei lavori con la creazione di fondi neri da destinare al finanziamento illecito.
Dalle carte inoltre emergerebbe anche il coinvolgimento dell'ex Presidente del Consiglio dei Ministri Enrico Letta (PD) che avrebbe ricevuto 150.000 euro dal Consorzio per la candidatura a Segretario del Pd nelle primarie 2007 tramite la Fondazione Vedrò, dell'ex Sottosegretario alla Presidenza del Consiglio dei Ministri in tutti i Governi Berlusconi Gianni Letta che avrebbe chiesto al Consorzio di affidare appalti a persone da lui indicate come l'ex Ministro dei trasporti, sempre di un governo Berlusconi, Pietro Lunardi per 500.000 euro, dell'ex Ministro della Pubblica Amministrazione del Governo Berlusconi IV e candidato Sindaco del centrodestra a Venezia nel 2010 Renato Brunetta, che avrebbe ricevuto da Baita 50.000 euro per la campagna amministrativa a Sindaco, come per il competitor Orsoni, per accattivarsi entrambi e dell'ex Sindaco di Venezia Massimo Cacciari, ferreo oppositore del MOSE, che chiese a Mazzacurati 300.000 euro per la sponsorizzazione del Venezia Calcio. Gli interessati hanno smentito il loro coinvolgimento nell'inchiesta dando mandato ai loro avvocati di tutelare la loro onorabilità. Tra gli arrestati numerosi imprenditori con appalti nel MOSE, collaboratori e segretari personali dei politici coinvolti, funzionari regionali, magistrati delle acque che avrebbero dovuto sorvegliare sugli appalti venendo invece stipendiati annualmente con 400.000 euro dal Consorzio e persino un magistrato della Corte dei Conti per avere, anch'egli «compiuto atti contrari ai suoi doveri» ricevendo dal Consorzio tra i 400 e i 500 000 euro (che poi sarebbero divenuti 600 000) l'anno per venire meno al suo ruolo di controllore.
Il giorno successivo, il 5 giugno, Orsoni viene sospeso dalla carica di sindaco dal prefetto Domenico Cuttaia, mentre Chisso rassegna le proprie dimissioni da assessore regionale con un telegramma. Il 13 giugno 2014, dopo aver patteggiato 4 mesi (respinto dal GIP per la gravita delle contestazioni) e la revoca degli arresti domiciliari, Orsoni si dimette da sindaco di Venezia dopo essere stato sfiduciato sia dal PD nazionale che dai suoi consiglieri di maggioranza. Il 10 luglio la Giunta per le Autorizzazioni della Camera dà il primo via libera all'arresto del deputato di FI Galan, ex presidente del Veneto.

### Amministrazione Straordinaria del Consorzio Venezia Nuova (2014)
A dicembre 2014 l'Autorità Nazionale Anticorruzione (ANAC), che opera per garantire trasparenza e correttezza nell'esecuzione delle opere pubbliche, ha proposto di adottare le misure per la straordinaria gestione del Consorzio Venezia Nuova. Il Prefetto di Roma, autorità competente, ha dunque proceduto alla nomina di tre Amministratori Straordinari, al fine di assicurare il proseguimento dei lavori e la conclusione dell'opera.
L'amministrazione Straordinaria del Consorzio sta attuando il proprio compito di garanzia della corretta ultimazione del MOSE per arrivare alla conclusione del sistema di difesa entro la data prevista del 2018.